# Lonicera hemsleyana
Lonicera hemsleyana là một loài thực vật có hoa trong họ Kim ngân. Loài này được (Kuntze) Rehder mô tả khoa học đầu tiên năm 1903.